# エーリストガレージ
エーリストガレージ（A-List Garage）は、株式会社セレブ（CELEB）が展開する東京都品川区の自動車販売店である。

## 概要
エーリストガレージはポルシェを中心に取り扱う自動車販売店である。
エーリストガレージの名前の由来は、高級品顧客リストの最上級クラスである“A-List”が元になっている。足を運ぶ客全てが“A-List”であるという意味で“A-List Garage”と名付けた。
店舗に屋外展示場が隣接しており、常時10台の車輌がストックされている。世界限定80台のポルシェ・911マルティ二・エディションを所有しており、店頭に展示していることもある。

## 主たる事業
- 自動車、自動車部品、オートバイ、オートバイ部品の輸出・輸入
- 自動車、自動車部品、オートバイ、オートバイ部品の販売
- 中古自動車、中古自動車部品、中古オートバイ、中古オートバイ部品の輸出・輸入
- 中古自動車、中古自動車部品、中古オートバイ、中古オートバイ部品の販売
- 損害保険代理業 ・自動車、オートバイの輸送業務 ・自動車、オートバイ、新品・中古部品の買取